# Ocyptamus iona
Ocyptamus iona är en tvåvingeart som först beskrevs av Charles Howard Curran 1941.  Ocyptamus iona ingår i släktet Ocyptamus och familjen blomflugor. Inga underarter finns listade i Catalogue of Life.